# 광주광역시의 선거구
광주광역시의 선거구는 국회의원 선거구 8개, 시의원 선거구 19개로 이루어져 있으며 5개의 구의원의 선거구도 존재한다.

## 국회의원 선거구
| 번호 | 선거구명     | 관할 구역 |
| ---- | ------------ | --- |
| 1    | 동구·남구 갑 | 남구 월산동, 월산4동, 월산5동, 주월1동, 주월2동, 봉선1동, 봉선2동, 효덕동, 송암동, 대촌동                                                           |
| 2    | 동구·남구 을 | 동구 전 지역, 남구 양림동, 방림1동, 방림2동, 사직동, 백운1동, 백운2동                                                                               |
| 3    | 서구 갑      | 서구 양동, 양3동, 농성1동, 농성2동, 광천동, 유덕동, 치평동, 상무1동, 화정1동, 화정2동, 동천동                                                       |
| 4    | 서구 을      | 서구 화정3동, 화정4동, 서창동, 금호1동, 금호2동, 풍암동, 상무2동                                                                                    |
| 5    | 북구 갑      | 북구 중흥1동, 중흥2동, 중흥3동, 중앙동, 신안동, 우산동, 풍향동, 문화동, 문흥1동, 문흥2동, 두암1동, 두암2동, 두암3동, 석곡동, 임동, 오치1동, 오치2동 |
| 6    | 북구 을      | 북구 용봉동, 운암1동, 운암2동, 운암3동, 동림동, 삼각동, 일곡동, 매곡동, 건국동, 양산동                                                              |
| 7    | 광산구 갑    | 광산구 송정1동, 송정2동, 도산동, 신흥동, 어룡동, 우산동, 월곡1동, 월곡2동, 운남동, 동곡동, 평동, 삼도동, 본량동                                     |
| 8    | 광산구 을    | 광산구 비아동, 첨단1동, 첨단2동, 신가동, 신창동, 수완동, 하남동, 임곡동                                                                             |

## 시의원 선거구
| 번호 | 선거구명         | 관할 구역                                                             |
| ---- | ---------------- | --------------------------------------------------------------------- |
| 1    | 동구 제1선거구   | 동구 충장동, 동명동, 계림1동, 계림2동, 산수1동, 산수2동               |
| 2    | 동구 제2선거구   | 동구 지산1동, 지산2동, 서남동, 학동, 학운동, 지원1동, 지원2동         |
| 3    | 서구 제1선거구   | 서구 양동, 양3동, 농성1동, 농성2동, 화정1동, 화정2동                  |
| 4    | 서구 제2선거구   | 서구 광천동, 유덕동, 치평동, 상무1동, 동천동                          |
| 5    | 서구 제3선거구   | 서구 화정3동, 화정4동, 풍암동                                         |
| 6    | 서구 제4선거구   | 서구 상무2동, 서창동, 금호1동, 금호2동                                |
| 7    | 남구 제1선거구   | 남구 월산동, 월산4동, 월산5동, 주월1동, 주월2동,봉선1동               |
| 8    | 남구 제2선거구   | 남구 사직동, 백운1동, 백운2동, 양림동, 방림1동, 방림2동               |
| 9    | 남구 제3선거구   | 남구 봉선2동, 효덕동, 송암동, 대촌동                                  |
| 10   | 북구 제1선거구   | 북구 중흥1동, 중흥2동, 중흥3동, 중앙동, 신안동                        |
| 11   | 북구 제2선거구   | 북구 우산동, 문흥1동, 문흥2동                                         |
| 12   | 북구 제3선거구   | 북구 풍향동, 문화동, 두암1동, 두암2동, 두암3동, 석곡동                |
| 13   | 북구 제4선거구   | 북구 임동, 용봉동, 오치1동, 오치2동, 매곡동                           |
| 14   | 북구 제5선거구   | 북구 운암1동, 운암2동, 운암3동, 동림동                                |
| 15   | 북구 제6선거구   | 북구 삼각동, 일곡동, 양산동, 건국동                                   |
| 16   | 광산구 제1선거구 | 광산구 송정1동, 송정2동, 도산동, 어룡동, 평동, 본량동, 삼도동, 동곡동 |
| 17   | 광산구 제2선거구 | 광산구 월곡1동, 월곡2동, 운남동, 우산동, 신흥동                       |
| 18   | 광산구 제3선거구 | 광산구 신가동, 수완동, 하남동, 임곡동                                 |
| 19   | 광산구 제4선거구 | 광산구 비아동, 첨단1동, 첨단2동, 신창동                               |

## 같이 보기
- 대한민국의 선거구